# 1991년 7월
| 1991년: 1월 · 2월 · 3월 · 4월 · 5월 · 6월 · 7월 · 8월 · 9월 · 10월 · 11월 · 12월 |

| <          | 1991년 7월  | 1991년 7월 | 1991년 7월 | 1991년 7월 | 1991년 7월  | >          |
| 일         | 월          | 화         | 수         | 목         | 금          | 토         |
|            | 1 5.20 임신 | 2 21 계유  | 3 22 갑술  | 4 23 을해  | 5 24 병자   | 6 25 정축  |
| 7 26 무인  | 8 27 기묘   | 9 28 경진  | 10 29 신사 | 11 30 임오 | 12 6.1 계미 | 13 2 갑신  |
| 14 3 을유  | 15 4 병술   | 16 5 정해  | 17 6 무자  | 18 7 기축  | 19 8 경인   | 20 9 신묘  |
| 21 10 임진 | 22 11 계사  | 23 12 갑오 | 24 13 을미 | 25 14 병신 | 26 15 정유  | 27 16 무술 |
| 28 17 기해 | 29 18 경자  | 30 19 신축 | 31 20 임인 |            |             |            |

| 편집하기 |